# Phorticella albostriata
Phorticella albostriata är en tvåvingeart som först beskrevs av Malloch 1924.  Phorticella albostriata ingår i släktet Phorticella och familjen daggflugor. Inga underarter finns listade i Catalogue of Life.